# North Kyme
North Kyme est une paroisse civile et un village du Lincolnshire, en Angleterre.

## Géographie
Le village de North Kyme se trouve dans le district du North Kesteven, dans la région historique des Parts of Kesteven, dans le Lincolnshire. Il se situe sur la route A153 qui relie Sleaford à Louth, à mi-chemin entre Sleaford et Coningsby.
Le Car Dyke (en), un fossé datant de l'époque romaine, passe à proximité du village.

## Démographie
Au recensement de 2021, la population de la paroisse était de 454 habitants, ce qui représente une augmentation de 5 % par rapport au recensement de 2011, où elle était de 431 habitants.

## Monuments
Une église datant de 1877, dédiée à Saint Luc, se trouve dans ce village ; c'est un monument classé de grade II ; devant l'église se trouve un monument aux morts de la Première Guerre mondiale datant de 1920. Dans le village se trouve également la « market cross », une pierre de taille en calcaire du XIVe siècle située au milieu d'une rue, au centre du village.